# Awuls (województwo lubelskie)
Awuls – osada leśna w Polsce położona w województwie lubelskim, w powiecie radzyńskim, w gminie Czemierniki.
W latach 1975–1998 miejscowość administracyjnie należała do województwa bialskopodlaskiego.